# یوهانا کلیر
یوهانا کلیر (آلمانی: Johanna Klier؛ زادهٔ ۱۳ سپتامبر ۱۹۵۲) دونده زن اهل آلمان بود.
از افتخارات وی میتوان به کسب مدال طلا دو ۱۰۰ متر با مانع در بازی‌های المپیک تابستانی ۱۹۷۶ اشاره کرد.